# Ivan Múdry
Ivan Múdry (* 3. srpna 1992, Dubnica nad Váhom) je slovenský fotbalový obránce či záložník, od roku 2014 působící v TJ Spartak Myjava.

## Klubová kariéra
Svoji fotbalovou kariéru začal v MFK Dubnica, kde prošel všemi mládežnickými kategoriemi. V roce 2011 se propracoval do prvního týmu. Před sezonou 2014/15 tým opustil a podepsal kontrakt s týmem TJ Spartak Myjava. Po roce zamířil na půlroční hostování do klubu AFC Nové Mesto nad Váhom. V zimním přestupovém období sezony 2015/16 se vrátil do Myjavy.